# Мецадзор
Мецадзор (арм. Մեծաձոր, до 4.07.2006 - Автона) — село в центре Арагацотнской области Армении.

## География
В 3 км к юго-западу от села расположено село Верин Базмаберд, в 2 км к юго-востоку расположено село Байсз, а 3 км к югу расположено село Какавадзор, от которого идёт асфальтная дорога, соединяющая Какавадзор с трассой Ереван—Гюмри. Село находится в 23 км к востоку от Талина и в 42 км к западу от Аштарака. К северо-востоку от села находится плато горы Арагац, с вершинами Тиринкатар и Арагац. Село примечательно тем, что основное население села составляют езиды. Езиды являются самым крупным этническим меньшинством в Армении.